# 近江詩人会
近江詩人会（おうみしじんかい ）は、滋賀県を拠点とする詩人の団体。

## 沿革
1950年8月20日創立。
発起人、井上多喜三郎、小林英俊、武田豊、田中克己。詩誌「詩人学校」を創刊。
指導者をおかない自由で闊達な気風を誇り、著名な詩人を会合に招くなど精力的に活動し、会員から四名のH氏賞受賞者を輩出している。創立以来70年に渡り、毎月「詩人学校」の発行と合評会を休むことなく継続していたが、2020年コロナウィルス感染拡大により初めて合評会を中止しその後再開。「詩人学校」はその間も発行を継続して現在に至る（2022年10月第867号発行）。

## 会員・会友受賞リスト
- 1978　詩集『家』大野新　第28回H氏賞[4]
- 1981　詩集『地平』竹内正企　第24回農民文学賞[5]
- 1984　山本英子　第22回現代詩手帖賞[6]
- 1988　詩集『別れの準備』藤本直規　第39回H氏賞[4]
- 1996　詩集『小詩無辺』嵯峨信之　第13回現代詩人賞、芸術選奨（会友）[7]
- 1999　詩集『私の樹木百選」田井中弘　第42回農民文学賞[5]
- 1999　詩集『武器』苗村吉昭　第13回福田正夫賞[8]
- 2000　詩「数値残照」森哲弥　日本現代詩人会長賞
- 2001　詩集『幻想思考理科室』森哲弥　第51回H氏賞[4]
- 2001　詩集『プシュパ・ブリシュティ』以倉紘平　第19回日本現代詩人賞（会友）[7]
- 2003　詩集『バース』苗村吉昭　第5回小野十三郎賞[9]
- 2006　詩集『ひみつをもった日』村田好章　第13回神戸ナビール文学賞
- 2006　詩集『オーブの河』苗村吉昭　第17回富田砕花賞[10]
- 2006　詩集『ある年の年頭の所感』伊藤桂一　第２回三好達治賞（会友）[11]
- 2010　詩集『フィリップ・マーロウの拳銃』以倉紘平　第17回丸山薫賞（会友）[12]
- 2011　詩集『夕焼け買い』山本みち子　第18回丸山薫賞（会友）[13]
- 2017　詩集『真珠川 Barroco』北原千代　第67回H氏賞[4]